# 1100 Arnica
Az 1100 Arnica (ideiglenes jelöléssel 1928 SD) a Naprendszer kisbolygóövében található aszteroida. Karl Wilhelm Reinmuth fedezte fel 1928. szeptember 22-én. Nevét az árnika (Arnica) nevű növénynemzetségről kapta.